# Sobralia malmiana
Sobralia malmiana là một loài thực vật có hoa trong họ Lan. Loài này được Pabst miêu tả khoa học đầu tiên năm 1979.